# Courzieu
Courzieu és un municipi francès situat al departament del Roine i a la regió d'Alvèrnia-Roine-Alps. L'any 2007 tenia 1.159 habitants.

## Demografia

### Població
El 2007 la població de fet de Courzieu era de 1.159 persones. Hi havia 436 famílies de les quals 112 eren unipersonals (72 homes vivint sols i 40 dones vivint soles), 128 parelles sense fills, 172 parelles amb fills i 24 famílies monoparentals amb fills.
La població ha evolucionat segons el següent gràfic:
Habitants censats

### Habitatges
El 2007 hi havia 567 habitatges, 457 eren l'habitatge principal de la família, 51 eren segones residències i 59 estaven desocupats. 458 eren cases i 107 eren apartaments. Dels 457 habitatges principals, 317 estaven ocupats pels seus propietaris, 134 estaven llogats i ocupats pels llogaters i 6 estaven cedits a títol gratuït; 4 tenien una cambra, 30 en tenien dues, 101 en tenien tres, 138 en tenien quatre i 185 en tenien cinc o més. 307 habitatges disposaven pel capbaix d'una plaça de pàrquing. A 200 habitatges hi havia un automòbil i a 224 n'hi havia dos o més.

### Piràmide de població
La piràmide de població per edats i sexe el 2009 era:
| Homes | Edats   | Dones |
| ----- | ------- | ----- |
| 0     | 95 o +  | 0     |
| 4     | 90 a 94 | 4     |
| 4     | 85 a 89 | 4     |
| 4     | 80 a 84 | 4     |
| 4     | 75 a 79 | 12    |
| 40    | 70 a 74 | 20    |
| 12    | 65 a 69 | 24    |
| 24    | 60 a 64 | 16    |
| 32    | 55 a 59 | 28    |
| 16    | 50 a 54 | 24    |
| 48    | 45 a 49 | 36    |
| 44    | 40 a 44 | 32    |
| 36    | 35 a 39 | 52    |
| 60    | 30 a 34 | 36    |
| 36    | 25 a 29 | 48    |
| 44    | 20 a 24 | 32    |
| 24    | 15 a 19 | 28    |
| 52    | 10 a 14 | 56    |
| 48    | 5 a 9   | 40    |
| 52    | 0 a 4   | 48    |

## Economia
El 2007 la població en edat de treballar era de 756 persones, 560 eren actives i 196 eren inactives. De les 560 persones actives 542 estaven ocupades (310 homes i 232 dones) i 18 estaven aturades (9 homes i 9 dones). De les 196 persones inactives 73 estaven jubilades, 71 estaven estudiant i 52 estaven classificades com a «altres inactius».

### Ingressos
El 2009 a Courzieu hi havia 468 unitats fiscals que integraven 1.185,5 persones, la mediana anual d'ingressos fiscals per persona era de 15.773 €.

### Activitats econòmiques
Dels 53 establiments que hi havia el 2007, 2 eren d'empreses extractives, 1 d'una empresa alimentària, 1 d'una empresa de fabricació de material elèctric, 5 d'empreses de fabricació d'altres productes industrials, 12 d'empreses de construcció, 8 d'empreses de comerç i reparació d'automòbils, 3 d'empreses de transport, 10 d'empreses d'hostatgeria i restauració, 2 d'empreses financeres, 1 d'una empresa immobiliària, 4 d'empreses de serveis, 3 d'entitats de l'administració pública i 1 d'una empresa classificada com a «altres activitats de serveis».
Dels 19 establiments de servei als particulars que hi havia el 2009, 2 eren tallers de reparació d'automòbils i de material agrícola, 3 paletes, 3 fusteries, 1 lampisteria, 3 electricistes i 7 restaurants.
Dels 2 establiments comercials que hi havia el 2009, 1 era una botiga de menys de 120 m² i 1 una fleca.
L'any 2000 a Courzieu hi havia 57 explotacions agrícoles que ocupaven un total de 1.196 hectàrees.

## Equipaments sanitaris i escolars
El 2009 hi havia una escola elemental.

## Poblacions més properes
El següent diagrama mostra les poblacions més properes.